# Ниола (Јута)
Ниола (енгл. Neola) насељено је место без административног статуса у америчкој савезној држави Јута.

## Демографија
По попису из 2010. године број становника је 461, што је 72 (-13,5%) становника мање него 2000. године.
| Група             | 2000.       | 2010.       |
| Белци             | 446 (83,7%) | 405 (87,9%) |
| Афроамериканци    | 0 (0,0%)    | 0 (0,0%)    |
| Азијати           | 1 (0,2%)    | 0 (0,0%)    |
| Хиспаноамериканци | 14 (2,6%)   | 16 (3,5%)   |
| Укупно            | 533         | 461         |